# Finnish International 1990
Die Finnish Open 1990 fanden vom 1. bis zum 4. März 1990 in Helsinki statt. Es war die erste Austragung dieser internationalen Meisterschaften von Finnland im Badminton. Das Preisgeld betrug 35.000 US-Dollar, was dem Turnier zu einem Zwei-Sterne-Status im Grand Prix verhalf.

## Medaillengewinner
| Disziplin    | Gold                                | Silber                               | Bronze                              |
| ------------ | ----------------------------------- | ------------------------------------ | ----------------------------------- |
| Herreneinzel | Morten Frost                        | Hermawan Susanto                     | Darren Hall                         |
| Herreneinzel | Morten Frost                        | Hermawan Susanto                     | Anders Nielsen                      |
| Dameneinzel  | Pernille Nedergaard                 | Christine Magnusson                  | Joanne Muggeridge                   |
| Dameneinzel  | Pernille Nedergaard                 | Christine Magnusson                  | Kim Ji-hyun                         |
| Herrendoppel | Imay Hendra Bagus Setiadi           | Max Gandrup Thomas Lund              | Jon Holst-Christensen Claus Thomsen |
| Herrendoppel | Imay Hendra Bagus Setiadi           | Max Gandrup Thomas Lund              | Ong Ewe Chye Rahman Sidek           |
| Damendoppel  | Maria Bengtsson Christine Magnusson | Gillian Clark Gillian Gowers         | Kim Ji-hyun Park Soo-yun            |
| Damendoppel  | Maria Bengtsson Christine Magnusson | Gillian Clark Gillian Gowers         | Pernille Dupont Grete Mogensen      |
| Mixed        | Pernille Dupont Thomas Lund         | Jon Holst-Christensen Grete Mogensen | Gillian Clark Max Gandrup           |
| Mixed        | Pernille Dupont Thomas Lund         | Jon Holst-Christensen Grete Mogensen | Gillian Gowers Jan Paulsen          |